# Butterfly (Crazy Town)
Butterfly è una canzone del gruppo musicale statunitense Crazy Town, estratta come singolo dal loro album di debutto The Gift of Game e uscito negli Stati Uniti nel novembre 2000, in Europa nel febbraio 2001. Il singolo è sicuramente uno dei brani più rappresentativi della carriera del gruppo e quello di maggior successo commerciale.
L'intera canzone consiste in un campionamento dell'introduzione del brano strumentale Pretty Little Ditty dei Red Hot Chili Peppers, con aggiunte di testo dei due cantanti del gruppo, Shifty Shellshock ed Epic Mazur.

## Antefatti e composizione
Inizialmente il gruppo non era intenzionato a pubblicare "Butterfly" come singolo. Il chitarrista Kraig "Squirrel" Tyler diede le seguenti spiegazioni: "Eravamo contrari all'idea della pubblicazione, perché avrebbe indotto il pubblico a considerarci ancorati a quella canzone, e non al nostro vero stile sonoro. Alla fine però ritenemmo che, senza prove più orecchiabili, di noi la gente non si sarebbe accorta". Il cantante e rapper Shifty Shellshock dichiarò: "'Butterfly' non è altro che una tipica canzone da radio, in grado di piacere soprattutto al pubblico femminile, ma nello stesso tempo è lontana dalla condizione di tormentone leggero e melodioso".
"Butterfly" fu descritta da George Lang del giornale The Oklahoman come "un'abile commistione di hip hop e rock, in grado di accontentare entrambe le fasce di pubblico". Alan di Perna di Guitar World tenne conto anche delle origini rap metal dei Crazy Town, "a metà tra riff di chitarra stradaioli e parentesi melodiche richiamanti gli anni ottanta", e considerò la canzone "una piacevole ballata rap". Gli fece eco Tim Kenneally di Spin, elogiando il tentativo del gruppo "di non essere considerati solo 'un noioso e patetico gruppo rap metal esplicito e misogino'", e considerando Butterfly "una canzone d'amore rap". Michael Steele, dirigente della radio KIIS-FM, lodò la mescolanza di generi del singolo in un'intervista concessa a Los Angeles Times. Spin considerò "Butterfly" una "ballata nu metal" e "probabilmente la più celebre canzone d'amore del genere".

## Accoglienza
Butterfly è stata inserita da VH1 alla posizione numero 34 delle "peggiori canzoni di sempre". Nel 2009 fu anche inserita da Billboard al terzo posto delle meteore musicali degli anni 2000. Spin inserì "Butterfly" al tredicesimo posto delle migliori canzoni nu metal, nonostante la leggerezza della parte strumentale. "Butterfly" è stata anche inserita da Metal Hammer nella lista delle 40 migliori canzoni nu metal, in diciottesima posizione.

## Video musicale
Il video prodotto per Butterfly dalla Squeak Pictures, è stato diretto dal regista Honey e trasmesso per la prima volta nella settimana di Natale del 2000. Il video è ambientato in una rigogliosa foresta piena di farfalle, dove i Crazy Town eseguono il brano. Alle sequenze dell'esibizione del gruppo in mezzo agli alberi, si alternano alcune sequenze di giovani ragazze vestite come fate. Una delle ragazze in particolare dai lineamenti asiatici (Cynthia Mittweg) sembra essere l'interesse sentimentale del cantante dei Crazy Town, Shifty.

## Altre versioni
Nel 2001 gli stessi interpreti originari incisero un remix della canzone in chiave rap metal, intitolato Butterfly (Extreme Mix) e incluso nella lista tracce del CD singolo originale. Nel 2021 ne proposero anche un rifacimento intitolato Butterfly 2021, con la collaborazione del rapper Ekoh.
Nel 2023 la cantautrice statunitense Gayle ha proposto una cover della canzone in stile pop punk, intitolata Butterflies e inclusa nella colonna sonora del film Barbie.

## Tracce
CD-Maxi Columbia 669 257 2 (Sony) / EAN 5099766925721 2001
1. Butterfly (Album Version) - 3:37
2. Butterfly (Extreme Mix) - 3:34
3. Butterfly (Epic Remix) - 3:50
4. Butterfly (Toxic (Explicit Album Version)) - 2:48

CD-Single Columbia 669257 1 2001
1. Butterfly (Album Version) - 3:37
2. Butterfly (Extreme Mix) - 3:34

## Classifiche
| Classifica (2001)     | Posizione massima |
| --------------------- | ----------------- |
| Australia             | 4                 |
| Austria               | 1                 |
| Belgio (Fiandre)      | 5                 |
| Belgio (Vallonia)     | 9                 |
| Canada                | 3                 |
| Danimarca             | 1                 |
| Finlandia             | 2                 |
| Francia               | 26                |
| Italia                | 19                |
| Norvegia              | 1                 |
| Nuova Zelanda         | 2                 |
| Regno Unito           | 3                 |
| Svezia                | 2                 |
| Svizzera              | 1                 |
| USA Billboard Hot 100 | 1                 |